# عايدة عبد اللەيفا
عايدة حمدالله قيزي عبد اللەيفا (بالأذرية: Aida Həmdulla qızı Abdullayeva) (23 أبريل 1922، باكو - 11 أبريل 2009، باكو) هي عازفة جنك سوفيتية أذربيجانية، وأستاذة في أكاديمية باكو للموسيقى، ومؤسسة مدرسة أذربيجان لعزف الآلة المذكورة. تُعرف بأنها أول عازفة قيثارة أذربيجانية.